# Манагуа
 Тази статия е за столицата на Никарагуа.  За напитката вижте Манагуа (напитка).  
Манагуа е столицата на латиноамериканската държава Никарагуа.
Към 2004 г. жителите на Манагуа са 1 817 096 души. Градът е основан през 16 век, а на 5 февруари 1852 г. става столица на Никарагуа.
Разположен е на южния бряг на прочутото езеро Манагуа – второто по големина в Никарагуа, дало името си на сегашната столица. 2 пъти е разрушаван от земетресения – през 1931 и 1972 г. Големи щети претърпяват централните части на града, изградени дотогава от кирпич.
Климатът е горещ, тропичен, с температури, достигащи често до 38 °C в най-топлите дни на годината. Дъждовният период е от май до декември, през останалата част от годината почти не падат валежи.

## Здравеопазване
Най-добрите болници в Манагуа са частните. Спешната помощ в тях е много по-бърза от тази в държавните и е сравнително евтина (25 $ за консултация в спешен кабинет и 98 $ дневно за болнична стая). Най-добрата болница в града е Метрополитано Вивиан Пейас, която се счита и за най-модерна в целия регион.

## Образование
Манагуа е образователният център на Никарагуа. Висше образование се предлага в 48 университета и 113 колежа. UNAN е най-големият държавен университет в страната, а частният INCAE е най-престижният. Основан през 1964 г., с помощта на САЩ и в тясно сътрудничество с Харвардския университет, INCAE за няколко последователни години е обявен за най-добрия бизнес университет в Централна Америка и е в 10-ката на най-добрите бизнес училища в света на The Wall Street Journal за 2006 г.

## Престъпност
Според доклад на Интерпол и Организацията на обединените нации Манагуа е най-сигурният град в Централна Америка, а Никарагуа е на 2-ро място по сигурност в цяла Южна Америка след Уругвай. Въпреки това там действа MS 13 – сред най-големите престъпни банди в Америка, базирана в Лос Анджелис и основана от салвадорци.

## Родени в Манагуа
- Арнолдо Алеман (23 януари 1946) – президент на Никарагуа (1997 – 2001)
- Алексис Аргуельо (19 април 1952) – световен шампион по бокс, настоящ кмет на Манагуа
- Индиана Санчес (3 август 1987) – настоящата Мис Никарагуа
- Ксавиер Чаморо Карденал (31 декември 1932) – издател и журналист, основател на Ел Диарио Нуево, най-влиятелния ежедневник в Никарагуа

## Побратимени градове
|  | Държава        | Град            |
|  | Йордания       | Аман            |
|  | Холандия       | Амстердам       |
|  | Колумбия       | Богота          |
|  | Венецуела      | Каракас         |
|  | Бразилия       | Куритиба        |
|  | САЩ            | Медисън         |
|  | Испания        | Мадрид          |
|  | Великобритания | Манчестър       |
|  | САЩ            | Маями           |
|  | Канада         | Монреал         |
|  | Панама         | Панама Сити     |
|  | Еквадор        | Кито            |
|  | Бразилия       | Рио де Жанейро  |
|  | Коста Рика     | Сан Хосе        |
|  | Хондурас       | Тегусигалпа     |
|  | Ел Салвадор    | Сан Салвадор    |
|  | Чили           | Сантяго де Чиле |
|  | Тайван         | Тайпе           |
|  | Боливия        | Ла Пас          |
|  | -------------- | --------------- |